# راهب (فیلم ۱۹۷۲)
راهب (انگلیسی: The Monk) فیلمی در ژانر ترسناک است. از بازیگران آن می‌توان به فرانکو نرو، نادیا تیلر، ناتالی دلون و نیکول ویلیامسون اشاره کرد.